# Frank Ignác (jogász)
Frank Ignác (Nagykároly, 1788. március 24. – Bécs, 1850. március 4.) jogász, királyi tanácsos, egyetemi professzor, a Magyar Tudományos Akadémia levelező tagja (1847), a magánjog művelője.

## Életpályája
Szegény polgárcsalád sarja volt, a gimnáziumot szülővárosában a piarista rendnél végezte; 1803. szeptember 29-én maga is a rendbe lépett. Ezután két évig Privigyén klasszika-filológiát tanított; később a selmecbányai alsóbb latin iskolákban tanított (1806-1808.). A bölcseleti tudományokat Vácott 1809-ben és 1810-ben hallgatta és az utóbbi év augusztus 26-án a szépművészetek és bölcselet doktorává avatták. 1811-ben Pesten a nemzeti iskolákban tanított; de még azon évben kilépett a rendből. 1811-1814 között a pesti egyetemen a jog- és államtudományokat hallgatta, 1815. május 19-én jogi doktorrá avatták. Később a szokásos törvénygyakorlat után ügyvédi oklevelet nyert, 1819-ben pedig a kassai királyi akadémiához a magyar magán- és büntetőjog rendes tanárává nevezték ki. 1827 júniusában a pesti egyetemre a Kelemen Imrének 1817-ben történt nyugdíjazása után hosszabb ideig árván maradt és alig egy évig Bognár József által ellátott hazai magánjog tanszékére hívták meg. 1830-ban a törvénytudományi kar vezetője és ezáltal az egyetemi tanács állandó tagja lett; itt nemcsak komoly hatással volt a tanácskozásokra, hanem társai bizalmából az egyetemnek érdekeit közelebbről illető fontos okiratok szerkesztésével bízták meg; ezek közül az egyetemnek 1834. december 13-án kelt ama felterjesztése, melyben könyvnyomdai tulajdonjogának csonkítása ellen erélyesen felszólalva, a tanulmányok szomorú állapotának élethű rajzát adta. A törvénytudományi kar igazgatóságát Markovics János és Uzovics halála után hosszabb ideig és időközben is azok távollétében ideiglenesen többször viselte. 1832. augusztus 14-én az egyetem rektorává választották; ezen minőségében októberben felsőbb rendeletnél fogva adta át a budai főgimnáziumot a piarista rendnek. 1846. május 2-án érdemei elismeréséül királyi tanácsossá nevezték ki. 1847-ben a Magyar Tudományos Akadémia levelező tagjává választotta. 1848-1849-ben az időnként távollevő egyetemi rektor helyét pótolta, sőt az utóbbi év júniusában Horváth Mihály közoktatási miniszter által az egyetem helyzetének rendezéséig annak igazgatóságával bízták meg, mely tisztét mindaddig viselte, míg a császári seregek másodszori bevonulása után, július utolsó napjaiban Bécsbe hívták, hogy a magyarországi jogügyekkel foglalkozó bizottmány tanácskozásain részt vegyen. Ezek egyikében az ősiség történeti fejlődését, természetét és az arra vonatkozó intézkedések körüli nézeteit terjedelmesen fejtegette. Művének befejezése után nem sokkal az elméje elborult és öngyilkos lett.

## Emlékezete
A Magyar Tudományos Akadémián Pauler Tivadar tartott felette 1850. november 25-én emlékbeszédet. Nagy gonddal és tetemes pénzáldozatokkal gyűjtött 14 000 kötetből álló, ritka becsű könyvtárát Pest városának hagyományozta; ez annak őrizetét az egyetemre bízta, 1875-ben pedig örök tulajdonául adományozta az egyetemi könyvtárnak; ezen adomány emlékét a könyvtár nagy termében aranybetűs feliratú márványtábla örökíti meg.

## Művei
1. Specimen elaborandarum institutionum juris civilis hungarici; continens: I. Praecognita; II. Doctrinam de donatione regia. Cassoviae, 1820. (ehhez a jogi doktori koszorú elnyeréséért 1815-ben írt Adományok eredetéről szóló értekezésének töredékeit csatolá; más kiadás, Cassoviae, 1834)
2. Principia juris civilis hungarici. Pestini, 1828-29. Két kötet. (Ezen munka nemcsak oktatástani szempontból, hanem tudományos belbecsére nézve is honi irodalmunk legbecsesebb termékei közé számítható.)
3. Novum supplementum principiorum juris civilis hungarici, continens addenda et corrigenda ex decretis ann. 1830. et 1836. Pestini, 1837
4. A közigazság törvénye Magyarhonban. Buda, 1845-47. Két rész, 3 kötetben. (Miután V. Ferdinand 1844-ben az ország rendeinek ismételten kifejezett kívánságára a tudományok magyar tanítását elrendelte, kézikönyvének nem annyira lefordítását, mint magyar nyelven átdolgozását adta; írásmódjára nézve a közösen elfogadott szabályoktól eltért és Verseghy Ferenc rendszeréhez ragaszkodott, sőt az irodalom, törvényhozás és törvénykezés műnyelvét mellőzve, sajátos kifejezésmóddal élt, ezáltal munkája használatát az utókor számára jelentősen megnehezítette. A mű reprint kiadásban 1987-ben ismét megjelent.) I. rész Második rész. I. darab Második rész. II. darab
5. Ősiség és elévülés. Értekezés. Buda, 1848

### Kéziratban maradt művei
- Észjogtani vázlat
- Magyar büntetőjogtan